# Ferrari Purosangue
A Ferrari Purosangue (F175) é um SUV de alta performance produzido pela Ferrari, fabricante italiana de automóveis. Ele foi lançado em 13 de setembro de 2022 e é o primeiro veículo de 4 portas produzido em série pela Ferrari. O modelo concorre com outros SUVs de luxo como o Lamborghini Urus e o Aston Martin DBX.
É o primeiro veículo desse tipo produzido pela fabricante italiana, e também o primeiro Ferrari equipado com 5 portas e 4 lugares.
O Purosangue compartilha a mesma plataforma da Ferrari Roma e adota um estilo fastback. O modelo possui portas traseiras de abertura frontal e um pilar B. Essa configuração facilita a entrada e saída dos ocupantes do banco traseiro.

## Nome
A Ferrari Purosangue teve seu nome inspirado na raça de cavalos italiana, Purosangue Orientale. Em 2020, a Ferrari tentou registrar a marca "Purosangue", mas uma organização, a Purosangue Foundation, impediu o registro. Como resultado, a montadora entrou com um processo judicial contra a organização pelos direitos do nome, que foi a julgamento em 5 de março de 2020. O processo terminou com uma liminar contra a instituição de caridade, impedindo-a de usar o nome e o logotipo. O fundador, Max Monteforte, expressou sua decepção com o resultado, afirmando que havia muitas evidências de suas atividades nos últimos anos e que a Ferrari deveria ter feito sua pesquisa. Em diversas ocasiões, a Ferrari negou estar construindo um SUV ou um carro de quatro portas, referindo-se ao Purosangue como FUV (Ferrari Utility Vehicle).